# Regência coral

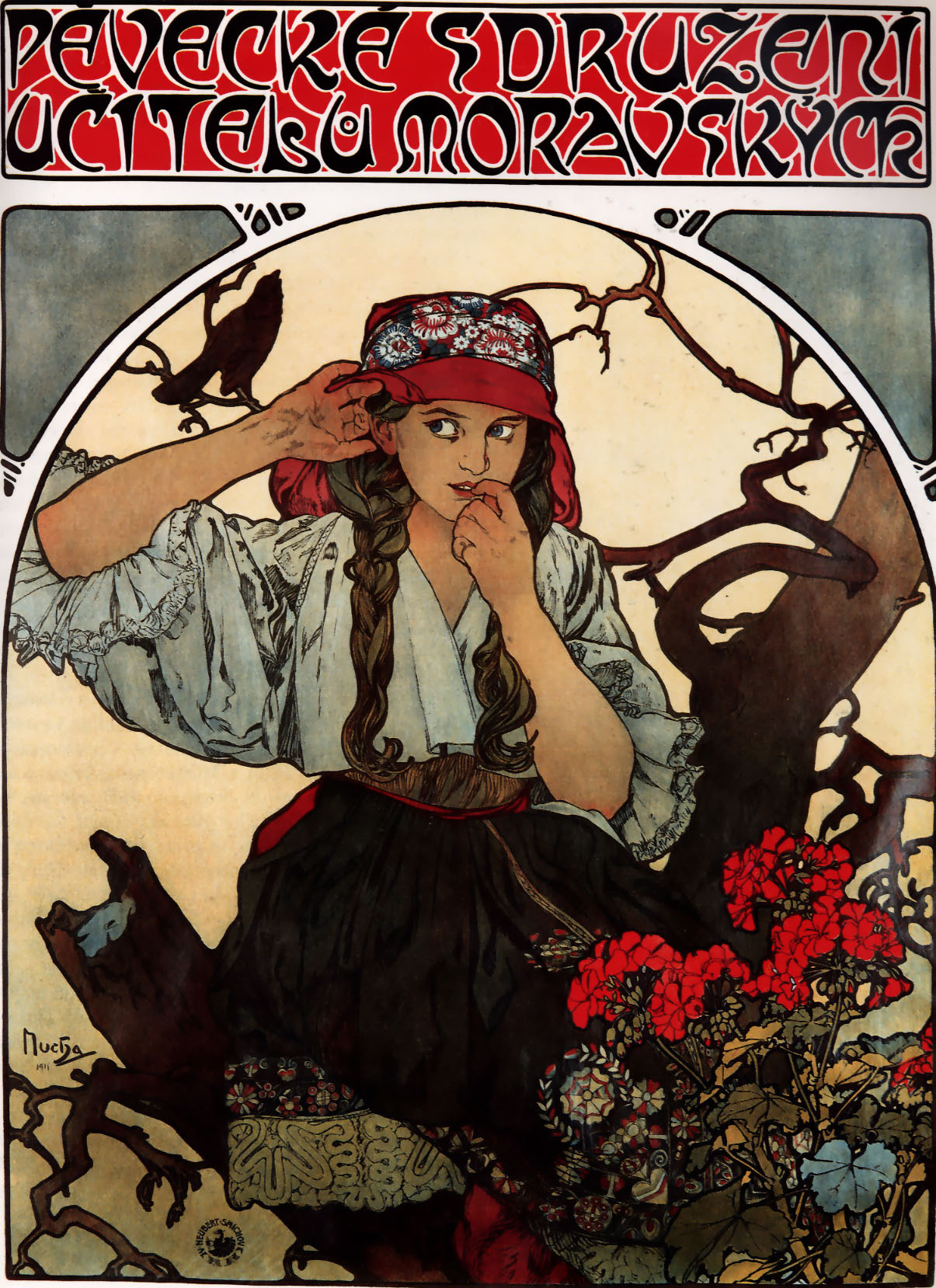

Regência coral (em latim: ars choralis) é a arte ou técnica de condução e controle de coros, e uma das especialidades do canto coral.

## História
De uma maneira geral a regência, e mais especificamente a regência coral, tomou forma pela primeira vez quando um dos cantores do coro assumiu o papel de regente e orientou ou conduziu os demais no ato de cantar, conforme a sua vontade. Os primeiros registros, pinturas em cavernas que datam do Neolítico, nos fazem supor que um líder conduzia o canto durante as cerimônias misticas assumindo assim, ainda que muito rudimentarmente, esse papel.